# Austromarxismus
Der Austromarxismus war während der ersten Hälfte des 20. Jahrhunderts eine österreichische Schule des Marxismus.
Begründet wurde er 1904 von Otto Bauer, dem stellvertretenden Parteivorsitzenden und führenden Theoretiker der österreichischen SDAP (wobei der Austromarxismus durch ihn weitgehend geprägt wurde), Max Adler und Rudolf Hilferding. Im Gegensatz zur  leninistischen Interpretation des Marxismus machte Bauer die Initiierung der Sozialen Revolution und die Etablierung der Diktatur des Proletariats vom Erringen der absoluten Mehrheit im Rahmen der real existierenden parlamentarischen Demokratie abhängig. Der charismatische Otto Bauer verstand es, diese insbesondere von Friedrich Adler unterstützte Politik auch gegen interne Widerstände (Karl Renner, Wilhelm Ellenbogen) bis über das Verbot der Partei im Jahr 1934, durch das faschistische Dollfuß-Regime, hinaus durchzusetzen. Dadurch blieb der Austromarxismus auch in den Folgeorganisationen der SDAP, den Revolutionären Sozialisten (R.S.) und der Exilorganisation AVOES die maßgebliche Denkrichtung. Selbst bei der Neugründung der Partei im Jahr 1945 wurde den Ideen des Austromarxismus noch Raum gegeben, was allerdings von sehr kurzer Dauer war.
Laut Otto Bauer wurde das Wort „Austromarxismus“ erstmals von dem amerikanischen Publizisten L. B. Boudin kurz vor Beginn des Ersten Weltkriegs gebraucht.

## Geschichte
Offiziell wurde der Austromarxismus von Otto Bauer von 1918 bis zu den Februarkämpfen 1934 propagiert. Er setzte ihn in den Parteigremien gegen (geringe) Widerstände von links (Max Adler u. a.) und rechts (Karl Renner u. a.) durch und verankerte ihn im Linzer Programm der Partei. Infolge der teilweise klassenkämpferischen Passagen dieses Programmes wurde für diese ideologische Ausrichtung auch die Bezeichnung „Austrobolschewismus“ verwendet. Als markantestes Spezifikum des Austromarxismus kann Bauers Idee vom „Integralen Sozialismus“ gelten. Es ist dies der Versuch, u. a. im Rahmen der Internationalen Arbeitsgemeinschaft sozialistischer Parteien den Sowjetkommunismus und die Sozialdemokratie wieder im Rahmen einer Internationale zu vereinen. Bauer forderte diesbezüglich von den Bolschewiki Demokratisierungsschritte und von der Sozialdemokratie die Abkehr vom Reformismus und den Übergang zu einer revolutionären Entwicklung. Als weiteres Spezifikum kann die Überzeugung gelten, dass der Zusammenbruch der bürgerlich-kapitalistischen Gesellschaftsordnung unausweichlich sei und deshalb nicht speziell gefördert werden müsse. Es sei vielmehr Geduld zur Reifung der Entwicklung im Rahmen einer „revolutionären Pause“ angebracht, Rückschläge und Fehlentwicklungen habe man als notwendige Vorstufen zum revolutionären Endziel zu rezipieren, das erst beim Eintreten der für die Revolution notwendigen Objektiven Verhältnisse erreichbar sei. Auch Otto Bauers Nachfolger Joseph Buttinger blieb mit seinen Revolutionären Sozialisten von 1935 bis 1938 auf Otto Bauers austromarxistischem Kurs, die Exilpolitik der AVOES wurde ebenfalls von diesem Gedankengut geprägt. Erst die 1945 neu gegründete Sozialistische Partei Österreichs schwenkte nach einer nur wenige Monate dauernden Übergangsphase wieder voll auf den reformistischen Kurs der Zweiten Internationale ein.
Manche Publizisten vertreten die Meinung, dass unter dem Oberbegriff „Austromarxismus“ alles zu subsumieren sei, was österreichische Sozialisten von 1900 bis 1945 dachten und publizierten, dass der Begriff also tendenziell eher eine Herkunftsbeschreibung im Sinne einer österreichischen Schule des wissenschaftlichen Sozialismus als die klare Basis eines gemeinsamen inhaltlichen Nenners sei. Diese Publizisten zählen zum Austromarxismus vor allem jene Grundlagendenker der Partei, die ab 1904 die Blätter zur Theorie und Politik des wissenschaftlichen Sozialismus bzw. die Marx-Studien und ab 1907 die Monatsschrift Der Kampf herausgaben bzw. dort publizierten. Dieser Personenkreis, der von Otto Bauer über Max Adler, Rudolf Hilferding, Gustav Eckstein bis zu Karl Renner oder Tatiana Grigorovici als einziger Frau im Zirkel der Austromarxisten reichte, vertrat allerdings sehr unterschiedliche Ansichten. Es fällt daher schwer, aus der Summe der Schriften jenen gemeinsamen Nenner herauszufiltern, der als österreichisches Spezifikum gewertet werden könnte.
Unter zusätzlicher Beachtung der Tatsache, dass die Austromarxisten grundsätzlich dem linken Flügel der Sozialistischen Internationale zugeordnet wurden, scheint also die Annahme berechtigt, dass es sich beim „Austromarxismus“ doch um eine klar definierte promarxistische und antireformistische Denkrichtung handelte, die Otto Bauer als Chefideologe der Partei vorgab und mit wechselndem Erfolg durchsetzte.

## Fortwirken
Die österreichische Sozialdemokratie zieht als Fazit, dass der Austromarxismus keine tragfähige Basis für das Erreichen des Sozialismus auf demokratischem Wege darstellte und auch keine Strategie gegen den aufkeimenden Faschismus entwickelte. Mit der Zerschlagung der Organisationen der Arbeiterbewegung durch den Austrofaschismus und erst recht mit dem „Anschluss“ Österreichs an das nationalsozialistische Deutschland war die austromarxistische Theorie im Wesentlichen nur mehr im Untergrund bzw. im Exil vertreten, nach 1945 spielte sie in der SPÖ keine bedeutsame Rolle mehr. Trotzdem gibt es – vor allem in der Sozialistischen Jugend – weiterhin austromarxistische Denkansätze, die die Unzufriedenheit mit dem in ihren Augen reformistischen Kurs der aktuellen Partei widerspiegeln.
Der Austromarxismus kann als Vorgänger des Eurokommunismus betrachtet werden. Beide Weltanschauungen verstanden sich als Alternative zum Sozialismus sowjetischer Prägung.

## Politische Rezeption seit 2021
In seinem ersten Fernsehinterview als österreichischer Bundeskanzler hat Karl Nehammer (ÖVP) am 12. Dezember 2021 erklärt, das Engelbert-Dollfuß-Regime wäre „Austrofaschismus“ gewesen. (Eine erstmalige Bestätigung von der konservativen Partei, die Ausschaltung des Parlaments hätte in Österreich zu Faschismus geführt.) Zugleich hat er sich aber bemüht, den Austrofaschismus als Gegenpol zum Austromarxismus darzustellen, sozusagen zwei Seiten einer Medaille.
Anton Pelinka hört im Mai 2023 in der Grundsatzpolitik des Bürgermeisters, Mitglieds des Bundesrates und SPÖ-Bundesparteivorsitzkandidaten Andreas Babler „alte, fast austromarxistische Töne“.